# Антиглобализъм
Антиглобализъм е движение, което е критично към процесите на глобализация и корпоративния капитализъм. Известно е още като глобално движение за справедливост , алтерглобализъм , антикорпоративно движение, движение против неолиберализма и други.

## История
Антиглобализмът възниква през 90-те години на 20 век. Идеологическите предшественици на антиглобалистите са „новите леви“ от 1960-те и 1970-те години. Акцията на подкомендант инсургент (което означава бунтовник) Маркос през 1994 г. в Мексико е насочена срещу транснационалните компании. По-късно той организира поход през 2001 година в който участват Оливър Стоун, Габриел Гарсия Маркес и депутати на Европарламента, което може да се приеме за стартова точка на движението.
През 1998 година във Франция е създадена организация, която иска да облага с данък финансовите трансакции.
За първата голяма проява на протест на антиглобалистите се счита протестът „битка за Сиатъл“ през декември 1999 година. Масовата акция е свързана с провеждащата се конференция на СТО в града и е насочена против политиката на икономическа глобализация. Други такива прояви са антиглобалисткият карнавал в Монпелие и събитията в Генуа през 2001 г., последвани от Ница, Гьотеборг, Прага и други.

## Идеология и каузи
- Опозиция на международните финансови институции и транснационални корпорации

Антиглобалистите са против господството и надмощието на МВФ, СТО, Световната банка, Г-7, НАТО, ЕС и големите многонационални световни финансови и търговски корпорации, които според антиглобалистите управляват света чрез непрозрачни, неетични и безотговорни способи и методи.
- Опозиция на неолиберализма
- Антивоенно движение

Начало на това движение се смята хипи движението.
Влияния
Антиглобалистите имат както леви, така и десни корени.
В редиците на антиглобалистите влизат: марксисти, пацифисти, защитници на животните, радикалните зелени, анархисти, изолационисти, профсъюзни организации, екологични, студентски и антивоенни движения, борци за правата на човека, националисти, безработни, хипита, както и крайно леви, и крайно десни. През 2003 г. в света съществуват над 2500 антиглобалистки организации.

## Основни тези
Съвременният модел на глобализацията покровителства световния капитал и води до:
- Растящ разрив в доходите, потреблението, здравето и образованието в страните от първия и третия свят, както и самите страни от първия свят;
- Неприемливи до недопустими условия на труд на нискоквалифицираните работници в транснационалните компании;
- Преобладаване на масова поп култура, задушаване на свободното творчество и таланта, стандартизация на ума;
- Потребителско и хищническо отношение към природата, извозване и хвърляне на отпадъци в страните от третия свят, опит за пренебрегване на екологическите проблеми;
- Водеща роля на идеологията на неолиберализма в света, капиталът се превръща в единствената движеща сила в света;